# Czesław Okińczyc
Czesław Okińczyc, lit. Česlav Okinčic (ur. 13 września 1955 w Wilnie) – litewski prawnik narodowości polskiej, adwokat, poseł na Sejm (1990–1992).

## Życiorys
W latach 1973–1975 odbył służbę wojskową. Następnie przez dwa lata pracował w fabryce „Žalgiris”. Po ukończeniu studiów na Wydziale Prawa Wileńskiego Uniwersytetu Państwowego w 1982 rozpoczął pracę jako adwokat w Wilnie. W 1988 zaangażował się w działalność Sąjūdisu, a rok później został wybrany na przewodniczącego wileńskiego zarządu Stowarzyszenia Społeczno-Kulturalnego Polaków na Litwie. W 1990 współtworzył Związek Polaków na Litwie.
W lutym 1990 został w Wilnie wybrany na posła do Rady Najwyższej Litewskiej SRR, przekształconej w Sejm. 11 marca 1990 jako jeden z trzech Polaków złożył swój podpis pod Aktem Przywrócenia Państwa Litewskiego. Pełnił funkcję wiceprzewodniczącego sejmowej komisji spraw zagranicznych. W wyborach w 1992 bez powodzenia ubiegał się o reelekcję z ramienia Litewskiej Partii Socjaldemokratycznej.
W 1992 założył w Wilnie Radio „Znad Wilii” nadające w języku polskim. Objął funkcję prezesa rozgłośni. Od 1996 pracował w kancelarii adwokackiej „Aničas, Okinčic ir partneriai”. Od 1998 pełnił funkcję doradcy prezydenta Valdasa Adamkusa ds. mniejszości narodowych, później podobną tematyką zajmował się w kancelarii prezydenta Rolandasa Paksasa. Od 2005 był partnerem w kancelarii „Sutkienė, Pilkauskas ir partneriai”, a od 2010 w kancelarii „Tark Grunte Sutkiene”. W 2006 został doradcą premiera Litwy ds. mniejszości narodowych.

## Odznaczenia
- Krzyż Komandorski Orderu Wielkiego Księcia Gedymina (Litwa, 2000)[1]
- Medal Niepodległości Litwy (Litwa, 2000)[1]
- Wielka Odznaka Honorowa „Za Zasługi” Departamentu Mniejszości Narodowych (Litwa, 2025)[2][3]
- Złota Odznaka Honorowa „Za Zasługi” Departamentu Mniejszości Narodowych (Litwa, 2007)[4]
- Krzyż Komandorski Orderu Odrodzenia Polski (Polska, 1996)[5]
- Krzyż Wielki Orderu Zasługi Rzeczypospolitej Polskiej (Polska, 2013)[6][7]
- Krzyż Komandorski z Gwiazdą Orderu Zasługi Rzeczypospolitej Polskiej (Polska, 1999)[8]